# Arcane
Arcane (vist på skærmen som Arcane: League of Legends) er en animeret steampunk action-eventyrserie for voksne, skabt af Christian Linke og Alex Yee. Serien blev produceret af det franske animationsstudie Fortiche under supervision af Riot Games og distribueret af Netflix. Serien foregår i Riots League of Legends-univers og fokuserer primært på søstrene Vi og Jinx. Den blev annonceret under tiårsjubilæet for League of Legends i 2019, og dens første sæson blev udgivet mellem den 6. og 20. november 2021. En anden og sidste sæson blev udgivet mellem den 9. og 23. november 2024.
Arcane blev mødt med stor anerkendelse fra kritikere, som roste dens animation, visuelle stil, historie, manuskript, verdensopbygning, actionscener, karakterer, følelsesmæssige dybde, soundtrack og stemmeskuespil, mens dens tempo modtog blandede vurderinger. Nogle har bemærket, at serien appellerer både til seere, der aldrig har spillet League of Legends, og til mangeårige fans af spillet. Den satte også rekord som Netflix' højest bedømte serie på det tidspunkt inden for en uge efter premieren, rangerede som nummer ét på Netflix Top 10-listen i 52 lande og som nummer to på listen i USA. Flere kritikere og medier betragtede den som en af de bedste spiltilpasninger nogensinde lavet. I 2022 blev serien den første streamingserie til at vinde en Primetime Emmy Award for Outstanding Animated Program og vandt også en Annie Award for Best General Audience Animated Television Broadcast Production.

## Præmis for historien
Midt i den tiltagende uro mellem den rige, utopiske by Piltover og Zauns mørke, undertrykte underverden bliver søstrene Vi og Powder involveret i en voksende konflikt om modsatrettede overbevisninger og magiske teknologier.

## Stemmeliste

### Hovedroller
- Hailee Steinfeld som Violet / "Vi",[14] en forældreløs fra Zaun og Jinx' søster
- Ella Purnell som Powder / Jinx,[14] en forældreløs fra Zaun og Vi's søster
  - Mia Sinclair Jenness som unge Powder
- Kevin Alejandro som Jayce Talis,[14] en videnskabsmand, opfinder og senere rådsmedlem fra Piltover, der er ansvarlig for skabelsen af Hextech
  - Faustino Duran som unge Jayce
- Katie Leung som Caitlyn Kiramman,[14] en betjent fra Piltover, datter af rådsmedlem Cassandra Kiramman og tidligere laboratorieassistent for Jayce Talis, som bliver Vi's kærlighedsinteresse
  - Molly Harris som unge Caitlyn Kiramman
- Toks Olagundoye som Mel Medarda,[14] et medlem af Piltovers råd, der interesserer sig for Jayce og Viktors eksperimenter og senere indleder et forhold til førstnævnte. Hun er den afviste arving til Ambessa Medarda og bliver involveret i en sammensværgelse, da hun bliver kidnappet af Black Rose
  - Imogen Faires som unge Mel Medarda
- Harry Lloyd som Viktor,[14] Jayces handicappede partner og tidligere assistent for rådsmedlem Cecil B. Heimerdinger, der er ansvarlig for skabelsen af Hextech og bliver besat af at bruge magi til at perfektionere menneskeheden. Viktor er oprindeligt fra Zaun, men bor i Piltover i starten af serien
  - Edan Hayhurst som unge Viktor
- Jason Spisak som Silco, en forbryderkonge i Zaun, Jinx' anden adoptivfar og leder af kembaronerne
- JB Blanc som Vander,[14] Silcos tidligere kampfælle, der deltog i et oprør, der førte til Jinx' og Vi's forældres død, hvilket fik ham til at adoptere begge. Han er også bartender og ejer af baren The Last Drop. I anden sæson bliver han forvandlet til en ulvelignende skabning ved navn Warwick af Singed
- Reed Shannon som Ekko, en barndomsven af Vi og Jinx og leder af den revolutionære Zaun-gruppe, Firelights
  - Miles Brown som unge Ekko
- Mick Wingert som Cecil B. Heimerdinger,[14] en grundlægger af Piltover og leder af byens råd, der vejleder Jayce, Viktor og senere Ekko
- Ellen Thomas som Ambessa Medarda,[15] Mels mor og en respekteret men brutal krigsgeneral fra Noxus, der søger at bruge Hextech-våben mod Black Rose-kabalen
- Brett Tucker som Dr. Corin Reveck / Singed,[15] Viktors tidligere mentor og Silcos og senere Ambessas chefvidenskabsmand, der udfører uetiske eksperimenter i et forsøg på at opnå udødelighed og redde sin kryopræserverede datter
- Amirah Vann som Sevika,[15] Silcos højre hånd og chefhåndhæver

## Episoder
| Sæson | Antal episoder | Først udgivet    | Sidst udgivet     |
| ----- | -------------- | ---------------- | ----------------- |
| 1     | 9              | 6. november 2021 | 20. november 2021 |
| 2     | 9              | 9. november 2024 | 23. november 2024 |

### Sæson 1 (2021)
| Samlet nummer | Episode nummer i sæson | Navn                                      | Handling | Original udgivelsesdato |
| ------------- | ---------------------- | ----------------------------------------- | --- | ----------------------- |
| 1             | 1                      | "Welcome to the Playground"               | De Zaun-fødte søstre Vi og Powder finder deres forældre døde efter et slag på Fremskridtets Bro. De bliver taget ind af Vander, lederen af det mislykkede oprør. År senere bryder Vi, Powder og deres adopterede brødre, Mylo og Claggor, ind i en penthouselejlighed i Piltover. Powder stjæler et sæt magiske krystaller, men kommer ved et uheld til at knuse en af dem, hvilket forårsager en eksplosion, der ødelægger en del af bygningen. På flugt tilbage til Zaun støder søskendeflokken på Deckard og hans banditter; selvom de vinder slagsmålet, bliver Powder forfulgt og mister byttet. Vander, som nu er en respekteret leder i Zaun, irettesætter børnene for deres uforsigtighed og forsøger at løse situationen med Grayson, lederen for Piltovers betjente, og hendes underordnede Marcus. Vi skælder Mylo ud for at kalde Powder en "ulykkesfugl" ((engelsk): jinx) og trøster sin søster. Et sted i Zaun udspørger forbryderkongen Silco Deckard og arbejder sammen med videnskabsmanden Singed om at teste et flygtigt mutagen, shimmer, på en rotte. | 6. november 2021        |
| 2             | 2                      | "Some Mysteries Are Better Left Unsolved" | De stjålne krystaller viser sig at tilhøre Jayce Talis, en studerende på Piltovers akademi. Piltovers regerende råd indkalder ham til at aflægge vidnesbyrd om sine uautoriserede eksperimenter; Jayce forklarer, hvordan arkane magi reddede hans liv som barn, og han mener, at det kan revolutionere Piltover. Akademiet bortviser ham dog, da han afslører eksperimenternes magiske karakter, og hans forskning beordres destrueret. På randen af selvmord genfinder han sin tro, da Viktor, den handicappede assistent for professor Heimerdinger, tilbyder at hjælpe ham. I Zaun presser Marcus Vander til at afsløre de virkelige gerningsmænd bag røveriet, mens Zauns beboere presser ham til at kæmpe tilbage mod betjentene. For at beskytte børnene forbliver Vander neutral, hvilket får nogle til at sætte spørgsmålstegn ved hans lederskab. Vi beslutter at melde sig selv. Andre steder manipulerer Silco Deckard til at drikke en flaske med shimmer. | 6. november 2021        |
| 3             | 3                      | "The Base Violence Necessary for Change"  | Vander stopper Vi og tilbyder sig selv til Grayson i stedet. Silco griber ind og tager Vander til fange, efter en kraftigt muteret Deckard massakrerer Grayson og hendes mænd, kun med Marcus som overlevende. Vi, Mylo og Claggor sætter ud på en redningsmission og efterlader Powder tilbage. I Piltover eksperimenterer Jayce og Viktor hemmeligt med krystallerne med rådmand Mel Medardas samtykke og opfinder til sidst Hextech. Et flashback afslører, at Vander engang forrådte Silco og forsøgte at drukne ham. I Zaun når søskendeflokken frem til Vander, men bliver afskåret af Silco. Vi kæmper mod Silcos håndlangere, men bliver slået voldsomt ned af Deckard. I et desperat forsøg på at hjælpe forårsager Powder en eksplosion med de stjålne krystaller, hvilket ved et uheld dræber Mylo og Claggor. En såret Vander tager og drikker en falske med shimmer for at dræbe Deckard og redde Vi, men ofrer sig selv i processen. Da Vi opdager, at det var Powder, der stod bag eksplosionen, slår hun hende, kalder hende en "ulykkesfugl" ((engelsk): jinx) og går sin vej. Da Silco nærmer sig Powder, prøver Vi, plaget af skyld over at have slået sin søster, at vende tilbage, men bliver overfaldet og fanget af Marcus. Overbevist om, at Vi har forladt hende, bryder Powder sammen i Silcos arme. Han omfavner Powder og lover: "Vi skal vise dem alle. | 6. november 2021        |

| Samlet nummer | Episode nummer i sæson | Navn                                  | Handling | Original udgivelsesdato |
| ------------- | ---------------------- | ------------------------------------- | --- | ----------------------- |
| 4             | 4                      | "Happy Progress Day!"                 | Flere år senere blomstrer Piltover med Jayces Hextech-teknologi og fejrer sit 200-års jubilæum på Fremskridtsdagen. Jayce planlægger oprindeligt at afsløre en ædelstensdrevet enhed, som han og Viktor har udviklet, men beslutter sig imod det, efter at Heimerdinger advarer om dens potentielle farer. Powder, nu en teenager, der kalder sig Jinx (fra navnet "ulykkesfugl"), smugler shimmer for Silco, som hun ser som en surrogatfar. Under en operation forstyrrer Firelights, en rivaliserende Zaun-bande; Jinx forveksler en Firelight med Vi og får et voldsomt sammenbrud. Caitlyn, en betjent og Jayces barndomsven, undersøger hændelsen. I håb om at genvinde Silcos anerkendelse stjæler Jinx Jayces ædelsten og udløser en eksplosion, der dræber seks betjente. Som svar får Jayce en plads i Piltovers råd for at hjælpe med at beskytte byen. På jagt efter svar rejser Caitlyn til Stillwater-fængslet og møder Vi, nu voksen, som er fængslet af Marcus. | 13. november 2021       |
| 5             | 5                      | "Everybody Wants to Be My Enemy"      | Caitlyn frigiver Vi fra fængslet for at få hendes hjælp til at opspore Silco. Marcus arbejder i hemmelighed sammen med Silco for at lette shimmer-smugling, mens han giver Firelights skylden for bomben på Fremskridtsdagen. Stadig traumatiseret af sin families død nægter Jinx at arbejde med ædelstenen. Som svar tager Silco hende med til floden, hvor Vander engang forsøgte at drukne ham, og udfører en symbolsk "dåb" for at overbevise hende om at omfavne sin identitet som Jinx. I Piltover indleder Mel et romantisk forhold til Jayce, mens hun hjælper ham med at navigere i det politiske landskab, han nu befinder sig i som rådsmedlem. Viktor bliver mere og mere desperat efter at finde en kur mod sin forværrede sygdom gennem Hextech. Vi opsporer Sevika, Silcos næstkommanderende, som afslører Jinxs loyalitet over for Silco. Afledt bliver Vi stukket af Sevika, men Caitlyn redder hende, så de kan flygte. Jinx forfiner ædelstenen og konstruerer en enhed, der ligner Jayces, for at udnytte dens kraft. Sevika rapporterer om Vis tilbagevenden til Silco.                                                                            | 13. november 2021       |
| 6             | 6                      | "When These Walls Come Tumbling Down" | Efter at Viktor kollapser i laboratoriet, begynder han og Jayce at studere "Hexcore," en revolutionerende Hextech-enhed, der kan interagere med organisk materiale og potentielt kurere sygdomme. Heimerdinger vurderer, at den er for farlig, og beordrer den destrueret, hvilket får Jayce til at orkestrere hans fjernelse fra rådet. Alene opsøger Viktor sin tidligere mentor, Singed, for at få hjælp til at perfektionere Hexcore. Silco beordrer Marcus til at dræbe Vi og Caitlyn, inden de kan vende tilbage til Piltover. Jayce iværksætter en blokade på broen for at beskytte Piltover. Jinx forhører Sevika og opdager, at Vi er vendt tilbage. Vi og Caitlyn søger tilflugt i et skjulested, mens Vi kommer sig efter sin kamp med Sevika, men Silco finder dem efter at have bestukket lokale afhængige med shimmer. Efter at være flygtet ser de to en blå nødblus—en, som Vi gav Jinx før deres skæbnesvangre mission for at redde Vander. Søstrene genforenes, men Caitlyns tilstedeværelse vækker Jinxs mistillid. Firelights griber derefter ind, stjæler ædelstenen og bortfører Caitlyn og Vi, mens de efterlader Jinx alene, skrigende i smerte. | 13. november 2021       |

| Samlet nummer | Episode nummer i sæson | Navn                      | Handling | Original udgivelsesdato |
| ------------- | ---------------------- | ------------------------- | --- | ----------------------- |
| 7             | 7                      | "The Boy Savior"          | Firelights’ leder viser sig at være Ekko, Vi og Powders barndomsven. Efter Vanders død overtog Silco kontrollen over Zaun og gjorde befolkningen afhængig af shimmer; Firelights har ledet bestræbelserne på at modarbejde ham og rehabilitere afhængige. Ekko advarer Vi om, at den Powder, de kendte, er væk, og at kun Jinx er tilbage, men Vi nægter at tro på ham. Singed giver Viktor en variant af shimmer, der gør det muligt for Hexcore at modificere hans forværrede krop, hvilket Viktor skjuler for Jayce, efter Jayce utilsigtet fornærmer hans Zaun-oprindelse. Jayces blokade intensiverer spændingerne mellem de to byer. Caitlyn overbeviser Ekko om at returnere ædelstenen til Piltover, mens Vi tager af sted for at finde Jinx. Ved blokaden stopper Marcus Ekko og Caitlyn og gør sig klar til at dræbe Caitlyn efter at have skudt Ekko. Da Vi ser dette, løber hun tilbage for at hjælpe, men Jinx, jaloux på Caitlyn, udløser eksplosiver, der dræber Marcus og hans betjente. Ekko kæmper mod Jinx, mens Vi og en såret Caitlyn flygter til Piltover. Ekko er tæt på at besejre Jinx, men tøver med at levere det afgørende slag, hvilket giver Jinx mulighed for at detonere en sprængladning tæt på dem. | 20. november 2021       |
| 8             | 8                      | "Oil and Water"           | Silco finder en hårdt såret Jinx efter eksplosionen og opdager, at hun har genvundet ædelstenen. Han tager hende til Singed for behandling, hvor Jinx under den smertefulde procedure hallucinerer, at det er Vi og Caitlyn, der opererer på hende. Singed injicerer Jinx med shimmer, hvilket får hendes øjne til at gløde lilla. Ambessa, Mels mor og en Noxiansk krigsherre, ankommer til Piltover efter mordet på Mels bror for at forberede hende på den truende krig med Zaun. Heimerdinger, nu i eksil, møder en såret Ekko. Viktor lykkes med at helbrede sin krop gennem Hexcore og kan løbe for første gang, men yderligere eksperimenter fører ved et uheld til hans assistent og barndomsven Sky's død. Frustreret over rådets manglende handling mod Silco, forlader Vi Caitlyn og slår sig sammen med Jayce for at nedbryde Silcos shimmerfabrikker. Bevæbnet med Hextech-våben besejrer de shimmer-forstærkede soldater, men Jayce kommer ved et uheld til at dræbe et barn, der arbejder på fabrikken, under kampen. Caitlyn bliver derefter kidnappet af Jinx. | 20. november 2021       |
| 9             | 9                      | "The Monster You Created" | Barnets død, søn af kembaronessen Renni, tvinger Jayce til at indse de potentielle omkostninger ved en krig mellem Piltover og Zaun. Han forhandler en fredsaftale med Silco og tilbyder Zauns selvstændighed i bytte for Jinx. Ekko afslører Firelights’ skjulested for Heimerdinger. Tynget af skyld over Sky's død får Viktor Jayce til at love at ødelægge Hexcore. Silco sørger over valget mellem Zauns frihed og Jinx, hvilket Jinx overhører. Efter at have besejret Sevika i en kamp bliver Vi bortført af Jinx og vågner op fastspændt sammen med Caitlyn og Silco i det lager, hvor Vander døde. Jinx giver Vi en pistol og tvinger hende til at vælge mellem Caitlyn og hende selv. Vi nægter og forsøger i stedet at appellere til deres barndom, hvilket får Jinx til at få et traumatisk sammenbrud. Silco bryder fri og affyrer et skud mod Vi, men rammer forbi. Jinx kommer ved et uheld til at skyde Silco, og med sine sidste ord bekræfter han sin faderlige kærlighed til hende. Knust accepterer Jinx til sidst sin nye identitet. Hun forvandler ædelstenen til en raketkaster og affyrer den mod Piltovers råd netop som de godkender Zauns selvstændighed.                                                  | 20. november 2021       |

### Sæson 2 (2024)
| Samlet nummer | Episode nummer i sæson | Navn                         | Handling | Original udgivelsesdato |
| ------------- | ---------------------- | ---------------------------- | --- | ----------------------- |
| 10            | 1                      | "Heavy Is the Crown"         | Jayce og Mel overlever Jinxs raketangreb sammen med rådsmedlemmerne Shoola og Salo. Dog bliver Salo invalideret, og de øvrige medlemmer, herunder Caitlyns mor, bliver dræbt. Viktor bliver også dødeligt såret, hvilket får Jayce til at trække sit løfte om at ødelægge Hexcore tilbage og i stedet fusionere det med ham for at redde hans liv. På opfordring fra Ambessa planlægger Rådet gengældelse mod Zaun, selvom Mel modsætter sig brugen af Hextech-våben. Mens Vi afslår Caitlyns tilbud om at slutte sig til betjentene, indvilliger hun i at deltage i en mindehøjtidelighed for de faldne rådsmedlemmer. Renni og hendes mænd angriber ceremonien for at hævne Jayces drab på hendes søn, og betjentene mangler ildkraft til at holde dem tilbage. Til sidst ankommer Ambessa og de Noxianske styrker og dræber dem alle. Efterfølgende opfordrer Salo til krig mod Zaun, men Caitlyn foreslår et alternativ: Hun vil lede en taskforce bevæbnet med nye Hextech-våben udviklet af Jayce og bestående af hende selv, Vi og betjentene Maddie, Lorris og Steb. Taskforcen skal til Zaun for at fange Jinx, neutralisere de resterende kembaroner og stoppe produktionen af shimmer. | 9. november 2024        |
| 11            | 2                      | "Watch It All Burn"          | Efter Silcos og Rennis død kæmper de resterende kembaroner indbyrdes om kontrollen over Zaun, på trods af Sevikas opfordringer til enhed. En af dem, Smeech, foreslår at overgive Jinx til Piltover for at afslutte fjendtlighederne, men Sevika nægter. Andre steder angriber Caitlyns team Jinxs skjulested, hvilket får Jinx til at flygte. Dette fører til, at hun møder en ung forældreløs pige ved navn Isha, som hun redder fra angribere. Jinx bliver til sidst overfaldet af Smeech og hans mænd, men bliver reddet af Isha og Sevika, der dræber Smeech. I Piltover vågner Viktor op fra sin koma og opdager, at Jayce har brudt sit løfte, hvilket får ham til at gå hver til sit med Jayce. Tilbage i Zaun opdager Viktor, at Hexcore har givet ham magiske kræfter, da han helbreder Huck, en shimmer-afhængig, hvilket skaber en kultlignende tilhængerskare omkring ham. Samtidig viser træet ved Firelights' skjulested, som de bruger som fødekilde, tegn på magisk korruption, hvilket får Ekko og Heimerdinger til i hemmelighed at snige sig ind på Akademiet for at konsultere Jayce. | 9. november 2024        |
| 12            | 3                      | "Finally Got the Name Right" | Mens Caitlyns taskforce fortsætter deres mission, bliver Vi bekymret over Caitlyns voksende aggression. Ambessa afværger et attentatforsøg mod sig selv fra Black Rose, en kabale af noxianske troldmænd, hvilket får dem til at bortføre Mel, mens hun undersøger sin mors indflydelse i Piltover. I mellemtiden tager Jayce Ekko og Heimerdinger med til Hex Vault, hvor Piltovers Hextech administreres. Der opdager de en arkansk anomali kendt som en "wild rune." Tilbage med Vi overbeviser hun Caitlyn om at forfølge Jinx sammen og efterlader resten af taskforcen. Men da de konfrontere hende, bliver de og Sevika overfaldet. Selvom de formår at besejre deres modstandere, stopper Vi med at dræbe Jinx, da Isha beskytter hende, og forhindre Caitlyn i at skyde mod barnet. Jinx, Isha og Sevika flygter derefter og detonerer bomber for at dække deres flugt. Eksplosionerne beskadiger Zauns luftkanaler og udløser en kædereaktion, der spreder giftige gasser gennem Piltover. Efterfølgende forlader Caitlyn vredt Vi, og Ambessa overbeviser piltovianerne om at indføre undtagelsestilstand med Caitlyn som øverstbefalende—uden at nogen er klar over, at Ambessa orkestrerede angrebet på mindehøjtideligheden. Andre steder afsløres det, at Singed har skabt en menneske-ulv-hybrid. | 9. november 2024        |

| Samlet nummer | Episode nummer i sæson | Navn                                    | Handling | Original udgivelsesdato |
| ------------- | ---------------------- | --------------------------------------- | --- | ----------------------- |
| 13            | 4                      | "Paint the Town Blue"                   | Nogen tid efter indførelsen af undtagelsestilstand har en fælles piltoviansk-noxiansk styrke besat Zaun. Jinx er gået under jorden sammen med Isha, Caitlyn er nu i et forhold med Maddie, og Jayce, Ekko og Heimerdinger er forsvundet siden deres møde med den vilde rune. Caitlyn bliver mistroisk over for Ambessa, som uden held har forsøgt at udføre sin egen Hextech-forskning for at bruge den mod Black Rose. Samtidig forsøger Sevika at overbevise Jinx, der ses som en helt af Zauns befolkning, om at lede et oprør. Selvom Jinx nægter, bliver Isha fanget under et møde af betjente ledet af Ambessas højre hånd, Rictus, hvilket får hende og Sevika til at bryde ind i Stillwater-fængslet for at redde hende. Singed bliver også taget til fange, men efterlader et blodspor for sin menneske-ulv-hybrid-uhyre at følge, hvilket får skabningen til at angribe fængslet, hvor den slagter vagter og indsatte. Under redningsaktionen støder Jinx og Sevika på hybriden midt i tumulten. Jinx kæmper mod skabningen, mens Sevika undslipper med Isha, men Jinx bliver overmandet. Da uhyret er ved at dræbe hende, genkender den hende dog som Powder.                                                                      | 16. november 2024       |
| 14            | 5                      | "Blisters and Bedrock"                  | Da Jinx genkender uhyret som Vander, opsøger hun Vi, som er blevet en kampkæmper efter sin konflikt med Caitlyn. Selvom hun er skeptisk, følger Vi med Jinx til en forladt mine, hvor Vander opsporer dem og i første omgang angriber dem. Til sidst genkender han dog Vi og omfavner hende sammen med Jinx og Isha. I mellemtiden hyrer Ambessa Singed til at opspore Vander, mens Caitlyn afslører hans sande identitet som den udviste piltovianske akademiker Corin Reveck, hvis eksperimenter alle har haft til formål at helbrede hans bevidstløse og dødeligt syge datter Orianna. Andre steder finder Mel sig selv i et Black Rose-fængsel, hvor hun genforenes med sin tilsyneladende afdøde bror Kino. Her lærer hun, at Ambessa har et uægte barn, som er deres fangevogteres egentlige mål. Hun indser dog, at denne 'Kino' er en illusion, før hun bliver lænket, hvilket udløser hendes latente magiske kræfter. Ved Hex Vault bliver Jayce frigjort fra den vilde rune og møder Salo, der blev helbredt af Viktor, mens han forsøger at hente en Hexgate-kerne. Traumatiseret af oplevelsen sværger Jayce at ødelægge Hextech, før han dræber Salo.                                                                            | 16. november 2024       |
| 15            | 6                      | "The Message Hidden Within the Pattern" | Viktor og den åndelige essens af Sky undersøger det vilde rune-fænomen efter at have været vidne til Salos mord. Jinx, Vi og Isha tager Vander til Viktors tilflugt i håb om, at han kan blive helbredt. Over flere dage begynder Viktor at fremkalde Vanders menneskelighed. Med hjælp fra Singed opsporer Ambessa og Caitlyn Vander til Viktors tilflugt. Singed forsøger at overtale Viktor til at udlevere Vander, men Viktor nægter, da han indser, at Singed kun ønsker at redde Orianna. Mens hun følger efter Singed tilbage til den noxianske lejr, bliver Vi opfanget og fanget af Caitlyn. Ambessa beordrer Caitlyn og Singed til at vende Viktors indsats om. Det afsløres dog, at Vi og Caitlyn har arbejdet sammen, og de neutraliserer både Ambessa og Singed. Plaget af sin oplevelse med den vilde rune infiltrerer Jayce tilflugten og dræber Viktor, hvilket udløser en fysisk reaktion fra de mennesker, Viktor har helbredt, inklusive Vander, der bliver ukontrollabelt vild og dræber Rictus. Ambessa kommer sig og stormer tilflugten med sine soldater. Isha overbelaster Jinxs pistol med Hextech-krystaller og ofrer sig selv for at ødelægge Vander og de noxianske soldater, hvilket efterlader Jinx i dyb sorg. | 16. november 2024       |

| Samlet nummer | Episode nummer i sæson | Navn                               | Handling | Original udgivelsesdato |
| ------------- | ---------------------- | ---------------------------------- | --- | ----------------------- |
| 16            | 7                      | "Pretend Like It's the First Time" | Efter deres møde med den vilde rune befinder Ekko og Heimerdinger sig i et parallelt univers, hvor Hextech aldrig blev opfundet. Mylo, Claggor og Benzo er stadig i live, og Vander og Silco er på god fod, men Vi døde under røveriet i Jayces lejlighed. For at vende hjem arbejder de to sammen med dette univers' Powder, som aldrig blev til Jinx, for at genskabe den vilde rune og kanalisere dens energi ind i en tidsreversionsenhed. I løbet af denne tid bliver Ekko forelsket i Powder, men beslutter sig alligevel for at vende tilbage til sit eget univers. Selvom enheden viser sig at være ustabil, lykkes det Heimerdinger at sende Ekko tilbage, men på bekostning af at forsvinde selv, hvor hans skæbne forbliver ukendt. I mellemtiden bliver Jayce transporteret til en postapokalyptisk fremtid, hvor Hextech har udslettet Piltover. Her genforenes han med den hætteklædte skikkelse, der gav ham runestenen som barn. Efter at have lært, at denne fremtid er et resultat af Viktors handlinger, lover Jayce at stoppe ham, før han bliver sendt tilbage af figuren, hvilket fører til begivenhederne ved tilflugten. | 23. november 2024       |
| 17            | 8                      | "Killing Is a Cycle"               | Efter angrebet bruger Singed resterne af Vander til at redde Viktor. Vi konfronterer Caitlyn om Jinxs arrestation. Caitlyn besøger Jinx og indrømmer, at hun ikke længere har energien til at hade hende. Jinx svarer nedtrykt, at hun ikke vidste, at Caitlyns mor var til stede under raketangrebet. Mel har nu fuldt ud arvet sine magiske evner og er undsluppet. Hun møder Jayce og indrømmer, at det var hende, der beskyttede ham. Jayce beskylder hende for at have udnyttet Viktor og ham selv. Deres skænderi afbrydes af en udsending fra Viktor. Hans anmodning om adgang til Hexgate-anomalien for at fuldføre sin "strålende udvikling" bliver afvist. I stedet allierer Viktor sig med Ambessa for at angribe Piltover. Sky bliver taget afsked med, da Singed ødelægger Vander for at regenerere Viktor. Vi frigiver Jinx, som straks fængsler Vi. Med ordene "Du fortjener at være lykkelig" forlader Jinx Vi og beslutter sig for at "bryde voldens cyklus," som Silco tidligere rådede hende til i en vision. Caitlyn finder senere en nedtrykt Vi i cellen og trøster hende, mens hun fortæller, at det var hendes plan, at Vi skulle frigive Jinx. Dette fører til, at de to bliver intime. Jayce opfordrer alle parter til at forberede Piltovers forsvar mod Ambessa. Mel forsøger at forhandle, men det er forgæves, da Ambessa afslører Viktors styrker.                        | 23. november 2024       |
| 18            | 9                      | "The Dirt Under Your Nails"        | Mens de noxianske styrker angriber, holder piltovianerne stand for at give Jayce tid til at nedbryde Hex Vault, men de bliver overmandet, da Maddie—som afsløres at være en dobbeltagent—saboterer deres planer. Zaunitterne og Jinx, som blev afholdt fra selvmord af Ekko, kommer dem dog til undsætning. Angrebet viser sig dog at være en afledningsmanøvre, mens Viktor infiltrerer Vault, og modstanden bliver neutraliseret af hans tjenere—inklusive Vander, der angriber Vi og Jinx. Efter at Mel dræber Maddie, adskiller Caitlyn Ambessa fra de runer, hun brugte som beskyttelse mod Black Rose, hvilket tillader troldmændene at fatalt såre hende. Ambessa dør derefter i Mels arme. Da Viktor tager kontrol over den vilde rune, underkaster han alle undtagen Ekko, som forstyrrer hjernevasken ved hjælp af sin "tidsmaskine". Jayce overbeviser derefter Viktor om at opgive sin plan ved at afsløre sit møde med den hætteklædte skikkelse—som viser sig at være Viktors angrende fremtidige selv. I samarbejde destruerer de vilde rune, men forsvinder i processen. Vander forbliver dog vild og farlig, hvilket får Jinx til at beskytte Vi ved at sprænge ham i luften sammen med tilsyneladende sig selv. Efterfølgende bliver Sevika Zauns repræsentant i Rådet, Mel rejser til Noxus, Singed helbreder med succes sin datter, og Vi og Caitlyn overvejer deres fremtid sammen. | 23. november 2024       |

## Produktion
Riot Games' CEO, Nicolo Laurent, udtalte, at det tog seks år at lave den første sæson af Arcane.
Arcanes produktion adskilte sig fra standardpraksis i branchen. Ideen til Arcane opstod i 2015 fra Christian Linke, efter at Riot først havde udforsket andre medier for at styrke spillernes tilknytning til IP'en, såsom filmiske trailere og musikvideoer. På det tidspunkt havde ingen af de promoverende materialer dog nogen dialog. I stedet for at finde et nyt animationsstudie, der specialiserede sig i tv-animation, besluttede Riot at fortsætte deres partnerskab med Fortiche, som havde produceret musikvideoer for dem. Riot rettede også deres fokus mod markedet for "voksenorienteret" animation i stedet for de mere etablerede markeder for spil-til-tv-animationstilpasninger.
Arcane blev først annonceret under League of Legends' 10-års jubilæumsfejring i 2019, og serien foregår i Riots League of Legends fiktive univers. I september 2021 blev det annonceret, at Hailee Steinfeld, Ella Purnell, Kevin Alejandro, Katie Leung, Jason Spisak, Toks Olagundoye, JB Blanc og Harry Lloyd skulle lave stemmerne til karakternene.
Den 20. november 2021, efter afslutningen på første sæson af Arcane, annoncerede Riot Games og Netflix, at en anden sæson var under produktion med planlagt udgivelse efter 2022. I juni 2024 blev det annonceret, at anden sæson ville blive seriens sidste; sæsonen begyndte den 9. november 2024 og sluttede sammen med serien den 23. november. Det samlede budget for begge sæsoner er rapporteret til at være $250 millioner.